# The Mix-Up
The Mix-Up è il settimo album in studio dei Beastie Boys che è uscito il 22 giugno 2007. Il disco, che è frutto di un ritorno alla musica strumentale da parte del gruppo, sulla stessa lunghezza d'onda di The In Sound from Way Out! del 1996, si differenzia notevolmente dall'ultimo lavoro To the 5 Boroughs, del 2004, interamente costituito da musica campionata.
Non fu recensito positivamente da buona parte della critica, sorpresa probabilmente dall'ennesima rivoluzione melodica compiuta dalla band. A far da contraltare alle recensioni di Pitchfork Media e soprattutto NME, che definì il disco ripetitivo e bidimensionale e lo bocciò senza appello, fu il giudizio espresso da All Music e IGN, i quali riconobbero ai Beastie Boys il merito di avere mescolato con notevole abilità suoni jazz, funk, R&B e blues in un disco psichedelico e caratterizzato da ottimi giri di basso e dal geniale apporto di Money Mark.
Il disco è stato premiato con il Grammy Award al miglior album pop strumentale.

## Tracce
1. B for My Name – 3:31
2. 14th St. Break – 3:34
3. Suco de Tangerina – 3:17
4. The Gala Event – 3:47
5. Electric Worm – 3:15
6. Freaky Hijiki – 3:05
7. Off the Grid – 4:36
8. The Rat Cage – 3:37
9. The Melee – 3:10
10. Dramastically Different – 3:57
11. The Cousin of Death – 3:06
12. The Kangaroo Rat – 3:28

## Formazione
- Michael Diamond - batteria
- Adam Horovitz - chitarra
- Adam Yauch - basso
- Mark Nishita - tastiere
- Alfredo Ortiz - percussioni